# ドーンと一発ぶちかませ
『ドーンと一発ぶちかませ』（ドーンといっぱつぶちかませ）は、1968年10月4日から同年12月27日まで東京12チャンネル（現・テレビ東京）で放送されていたバラエティ番組である。放送時間は毎週金曜 19:30 - 20:00 （日本標準時）。
ドンキーカルテットがメインを務めていた公開番組。